# Learning How to Love You
«Learning How to Love You» es una canción del músico británico George Harrison publicada en el álbum de estudio Thirty Three & 1/3. Harrison compuso la canción para Herb Alpert, cantante y codirector de A&M Records, por entonces distribuidor mundial de Dark Horse Records. Aunque la relación con A&M se agrió debido a que Harrison no entregó Thirty Three & 1/3 en la fecha prevista, lo cual resultó en un litigio y un nuevo acuerdo de distribución con Warner Bros. Records, Harrison dedicó la canción a Alpert en las notas del álbum.
Los críticos de música notaron la influencia del jazz y del soul en la composición, similar al trabajo del compositor Burt Bacharach, y el propio Harrison consideró «Learning How to Love You» la mejor canción que había escrito desde «Something». La grabación contó con el sonido prominente del piano Fender Rhodes del músico Richard Tee, así como un arreglo de flauta y trompeta de Tom Scott. La canción fue también publicada como cara B de dos sencillos de Harrison entre 1976 y 1977, «This Song» y «Crackerbox Palace».

## Personal
- George Harrison: voz, guitarra eléctrica, guitarra acústica, claves, triángulo y coros
- Willie Weeks: bajo
- Alvin Taylor: batería
- Tom Scott: saxofón, flauta y arreglos de viento y cuerda
- Richard Tee: piano eléctrico
- David Foster: órgano